# Kirstin Jean Lewis
Kirstin Jean Lewis, južnoafriška lokostrelka, * 14. december 1975.
Sodelovala je na lokostrelskem delu poletnih olimpijskih igrah leta 2004, kjer je osvojila 16. mesto v individualni konkurenci.